# Saint-Cirq-Souillaguet
 Saint-Cirq-Souillaguet  es una comuna y población de Francia, en la región de Mediodía-Pirineos, departamento de Lot, en el distrito y cantón de Gourdon.
Su población en el censo de 1999 era de 128 habitantes.
Está integrada en la Communauté de communes Quercy Bouriane .

## Demografía
| 158 | 133 | 120 | 141 | 134 | 128 |
| Para los censos de 1962 a 1999 la población legal corresponde a la población sin duplicidades (Fuente: INSEE [Consultar]) |     |     |     |     |     |